# Tramway de Calais
Le réseau de tramway de Calais  est un ancien réseau de transport urbain desservant la ville de Calais, ainsi que les communes voisines, dans le département du Pas-de-Calais. Il a fonctionné de 1879 à 1940.
Un premier réseau de tramway à chevaux fut concédé à une société anglaise, The Calais tramways Company, limited par décret du 25 octobre 1877.
Un second réseau, à traction électrique, le remplace à partir de 1905, et est exploitée par la Société des tramways de Calais et extensions
Ce réseau comprenant 5 lignes disparaitra pendant les combats de 1940.

## Histoire
Deux décrets de 1877 et 1879 concèdent à M. Cécil Johnson, « messagers de la reine d'Angleterre à Calais », un réseau de lignes de tramways à traction hippomobile à Calais, Saint-Pierre-lès-Calais, Coulogne, Hames-Boucres et Guînes, pour une durée de 40 ans à compter de l'achèvement des travaux, .

### The Calais tramways Company

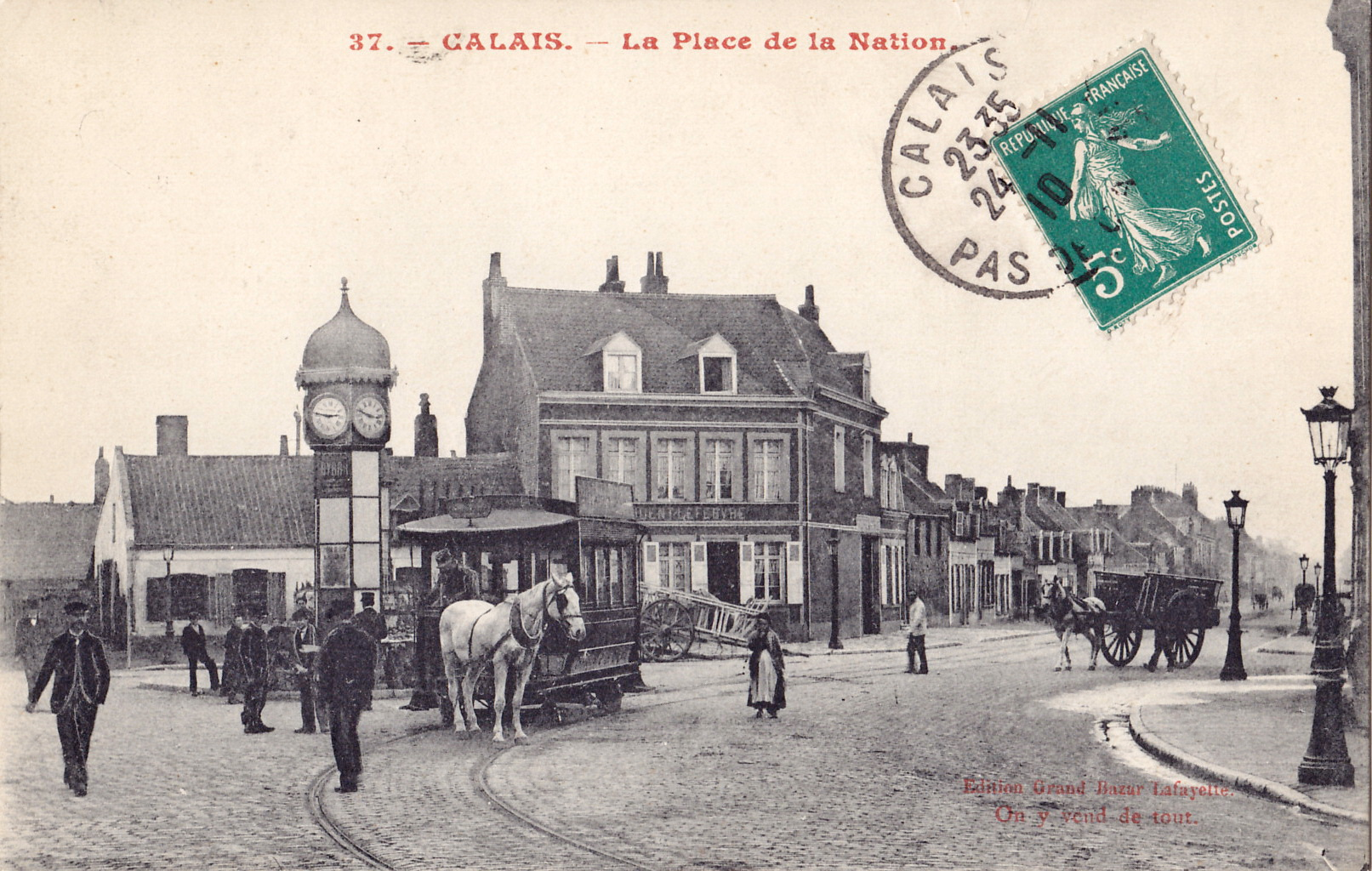
Tramway à traction hippomobile, place de la Nation...

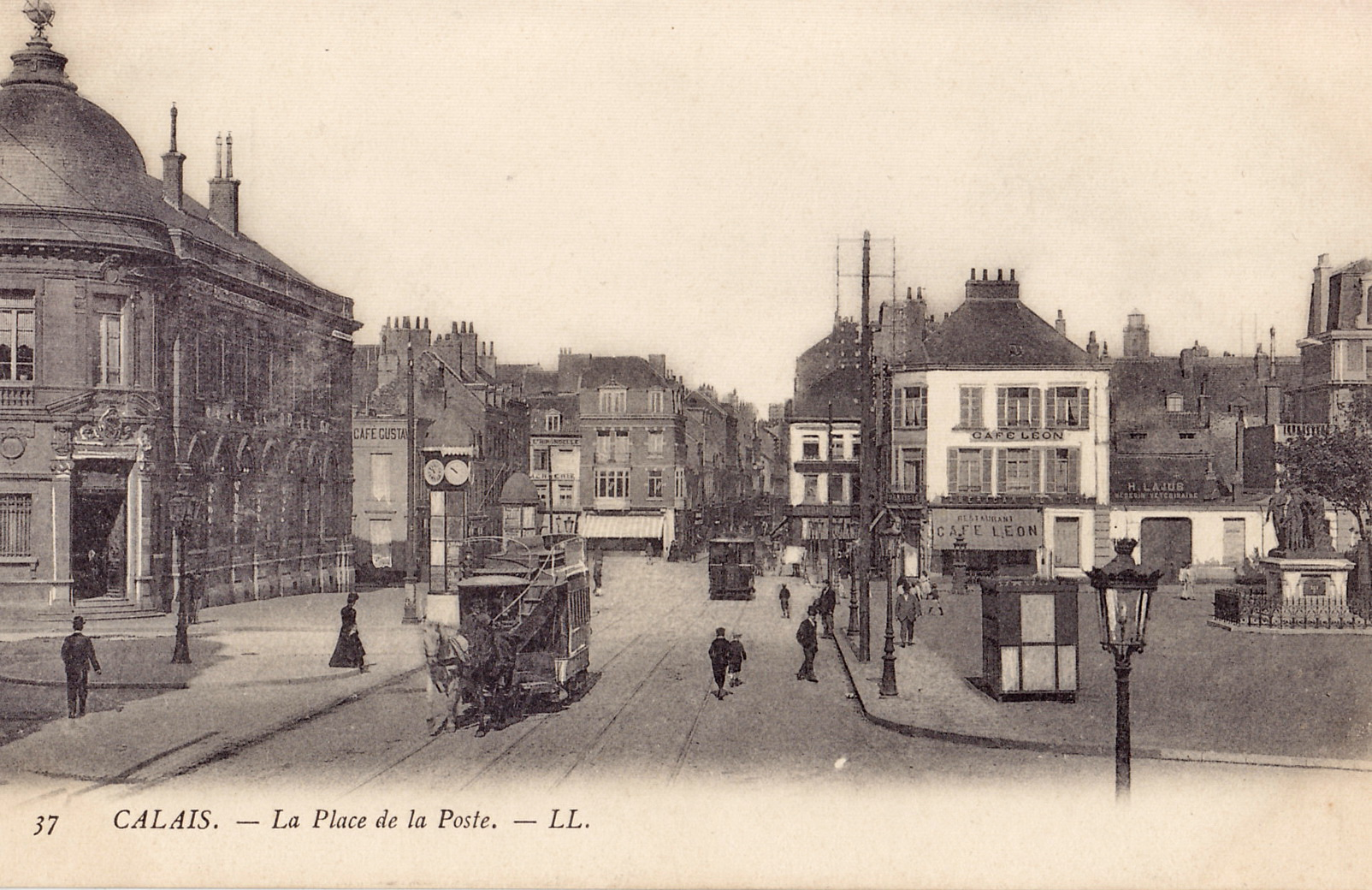
... et place de la Poste

Par une convention du 2 avril 1878, Cécil Johnson cède ses droits à la société anglaise Tramways and general works company limited, qui les cèdera elle-même à The Calais tramway Company, limited (TCTC), autre société anglaise.
Celle-ci met en service en 1879 plusieurs lignes à traction hippomobile, toutes construites à l'écartement normal :
- Ligne principale, ou ligne 1, longue de 11 km : (selon la toponymie de l'époque) Calais (Place d'Armes, Place Richelieu, traversée des fortifications  dans le prolongement de la rue Royale), Saint-Pierre-lès-Calais (Grande-Rue de Saint-Pierre depuis le pont du Crucifix jusqu'à la rue de Lafayette, chemin de Pierrettes en franchissant la ligne de Lille à Calais au passage à niveau de cette ligne, pour aboutir à la place de Guines.
- Ligne 2 : embranchement vers l'ouest de la rue du Petit-Paris jusqu'à la Gare
- Ligne 3 : embranchement vers l'est de la rue Lafayette, le pont de Saint-Pierre sur le canal de Calais jusqu'à la halte de Saint-Pierre, sur la ligne de Dunkerque[1], [2], [4], [5].

### La Société des tramways de Calais et extensions

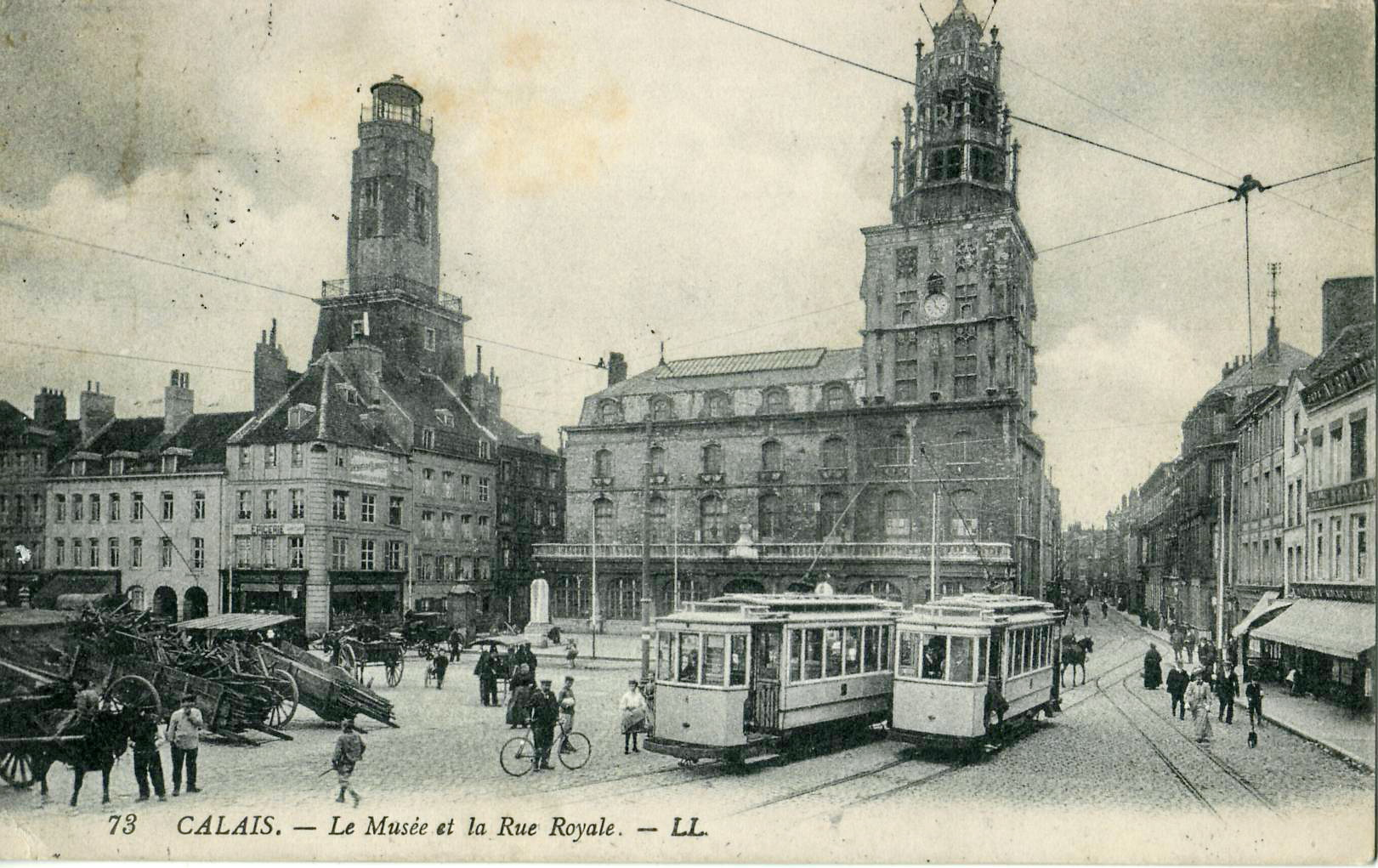
Croisement de deux motrices, rue Royale

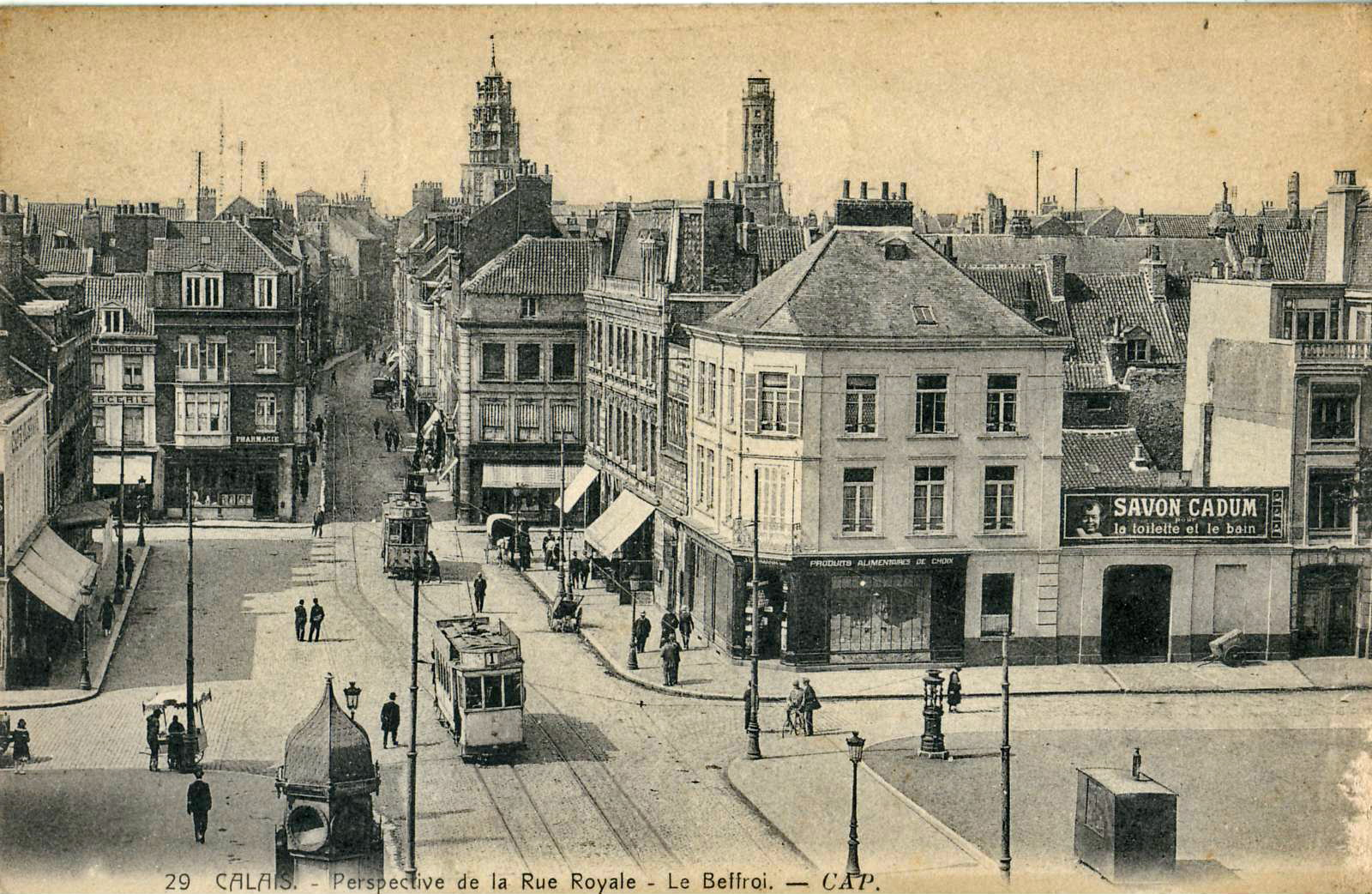
Autre vue de la rue Royale

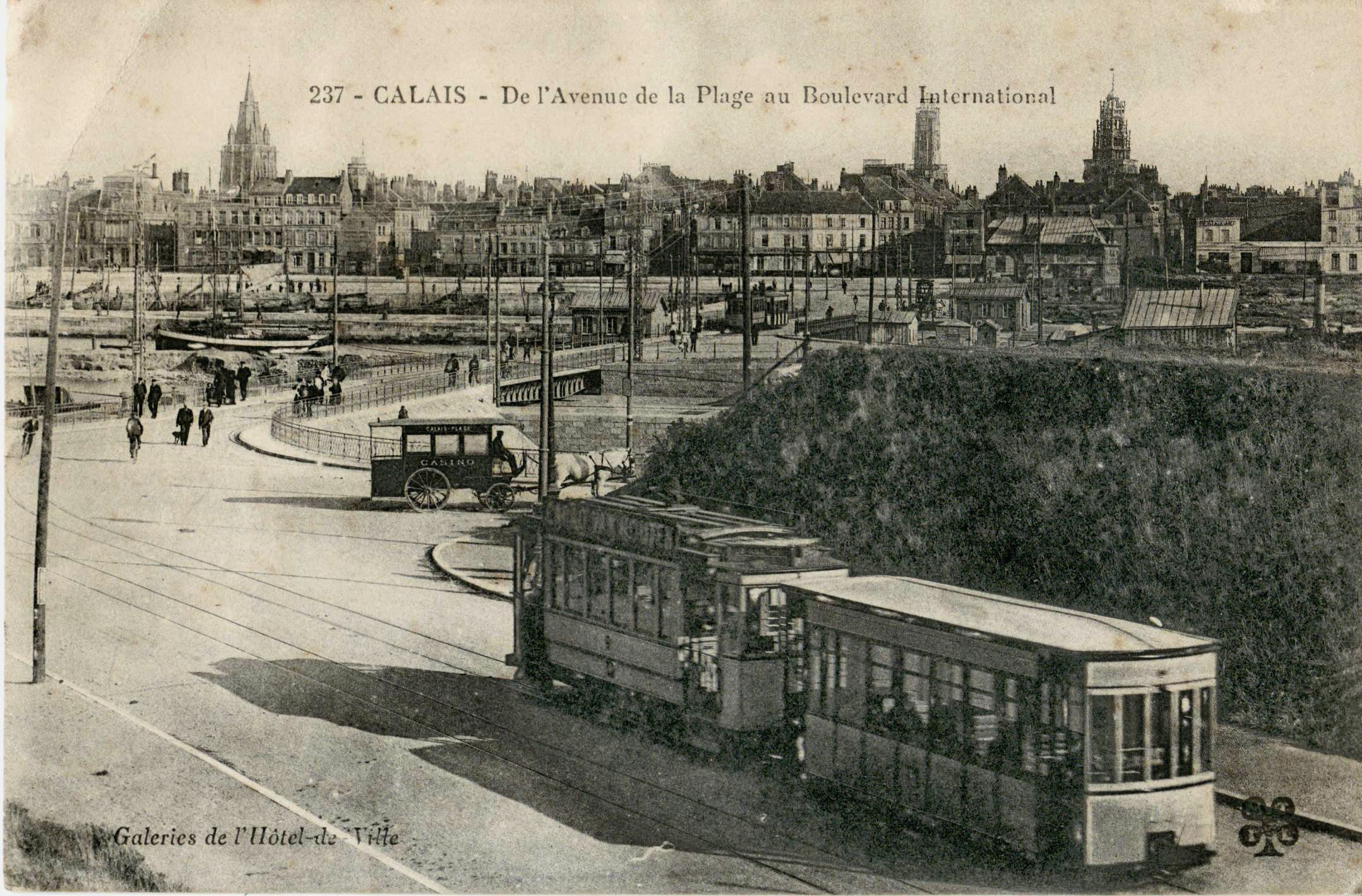
Motrice et remorque, vers le Boulevard International

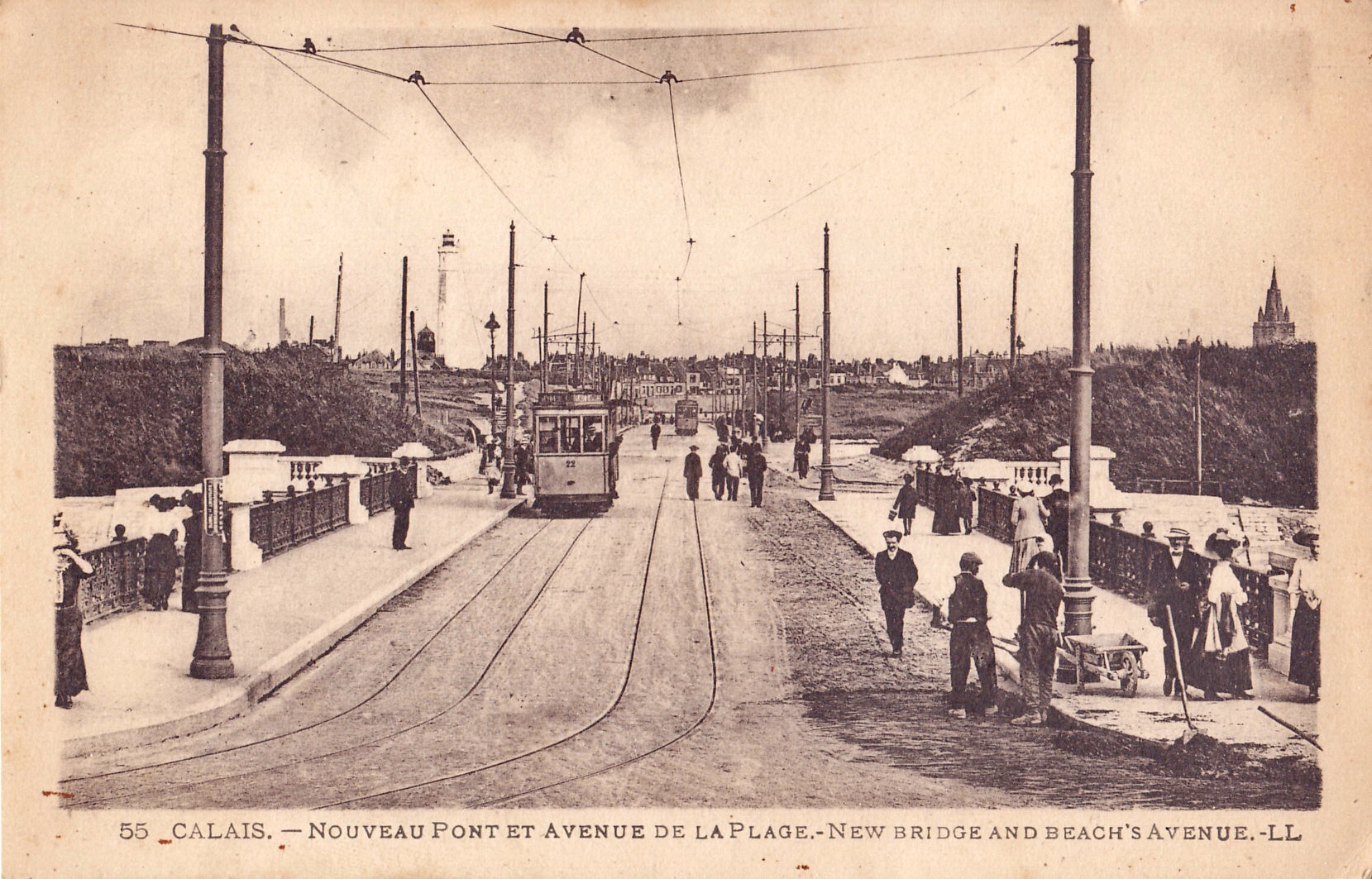
Motrice sur le « nouveau pont »

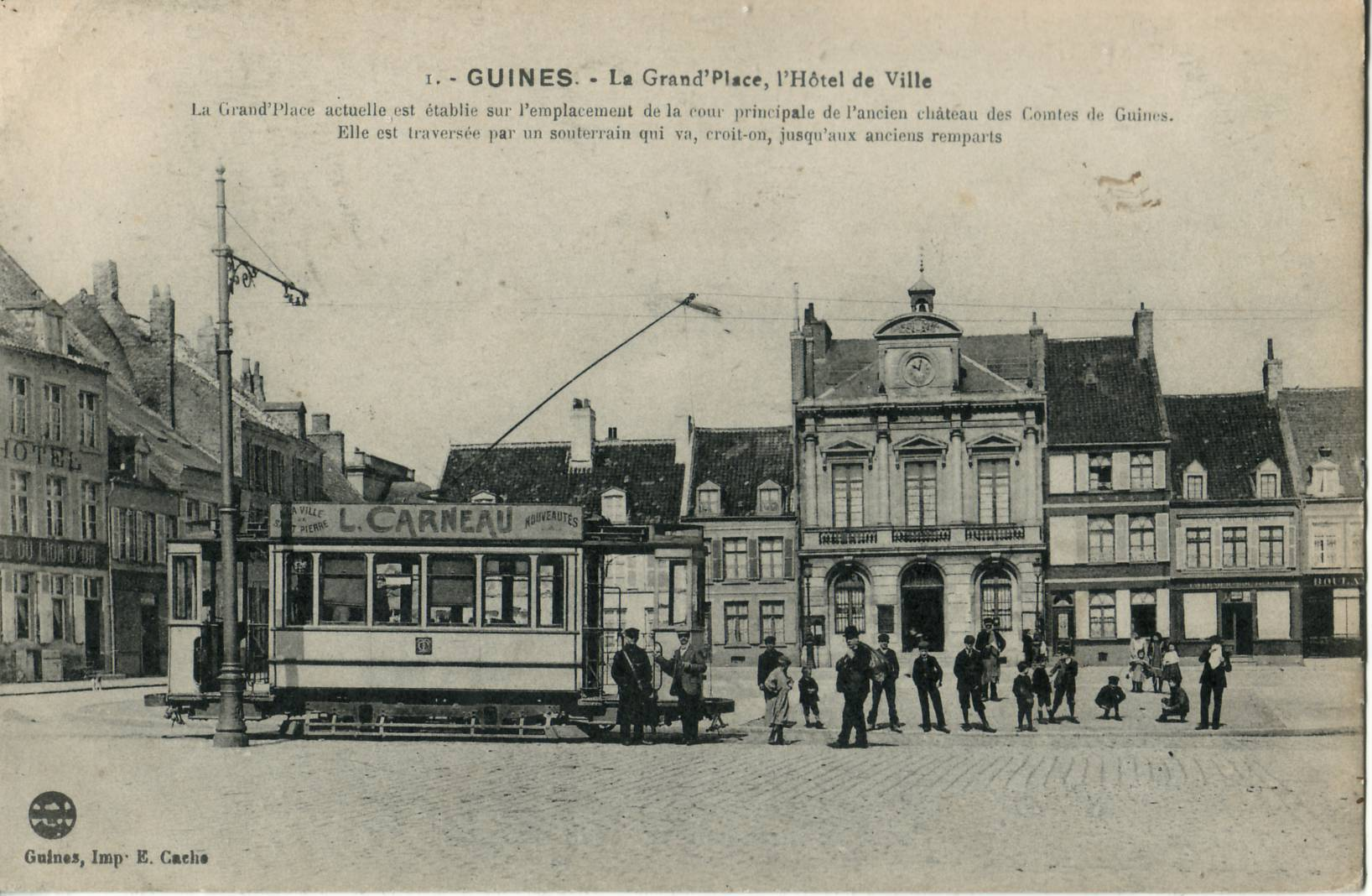
Motrice sur la Grand'Place de Guînes

Une nouvelle compagnie est créée le 22 janvier 1905, la Société des tramways de Calais et extensions (TCE) pour construire un réseau de tramways électriques. La TCTC lui fait apport de ses droits et obligations, ce qui est approuvé par une convention passée le 28 février 1906 entre les deux compagnies et la ville de Calais, en vue de l'obtention d'une nouvelle concession. Celle-ci, accordée par le décret du 11 septembre 1906, était prévue pour s'achever le 31 décembre 1965.
La STCE reprend le réseau existant, le transforme en le mettant à voie métrique,  et ouvre de nouvelles lignes, également à voie métrique
- ligne A : Casino - Saint-Pierre-Halte, avec retour par la rue du Havre, passant par les voies suivantes, désignées selon la toponymie de l'époque : Esplanade et pont du Casino, avenue des Bains, pont du Port d'échouage, Place centrale, boulevard Jacquart, boulevard Lafayette, place de la Nation et boulevard Victor-Hugo ;
- ligne B : Place d'Armes - Guînes par la rue Royale, place Richelieu, pont Jacquart, Place centrale, boulevard Jacquart, boulevard Pasteur, rue des Fontinettes, chemins de grande communication n°245 et 127 ;
- ligne C, orientée est-ouest : Place de l'Égalité - Stand municipal du Fort Nieulay, par le boulevard Gambetta, pont Jourdan et  la Route nationale 1 ;
- ligne D : Place de la nation - Cimetière Sud par le boulevard de l'Égalité et la Route nationale 40 ;
- ligne E : Boulevard Jacquart - Porte de Lille, par les rues de Vic, du général-Chanzy, le boulevard Lafayette, la rue d'Orléans, la place Crèvecœur, les rues Dampierre et du Four-à-Chaux[7] ;

D'autres sources mentionnent une ligne supplémentaire, entre la Casino - Place d'Armes -gare des Fontinettes, sans doute créée après 1906. La desserte du Casino n'avait lieu qu'à la belle saison. En hiver, la ligne A et la ligne de la gare des Fontinettes débutait place d'Armes.
La ligne E vit son exploitation cesser rapidement.

### La fin du réseau

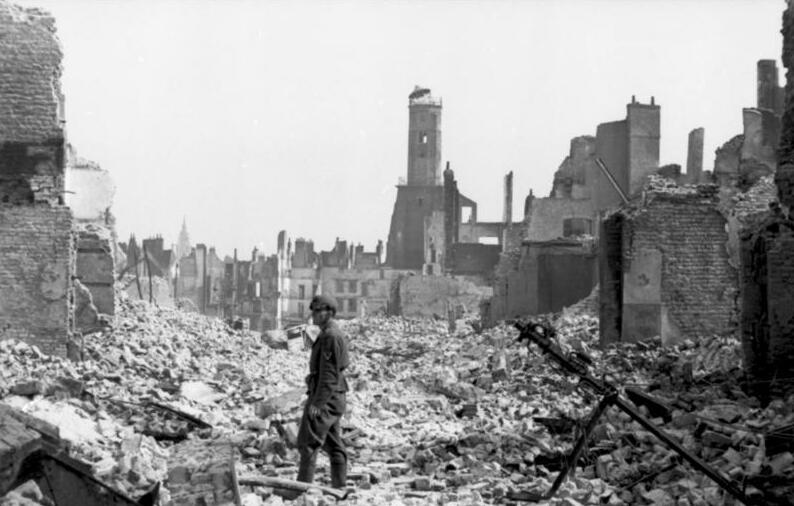
Les ruines de Calais, en mai 1940

Le réseau fut détruit pendant les combats du siège de Calais, en mai 1940, et ne sera pas reconstruit.
La STCE, renommée Transports de Calais et extension, filiale de Veolia Transport, exploite toujours les transports en commun de l'agglomération, sous l'égide du Syndicat Intercommunal pour les Transports urbains du Calaisis (SITAC), l'autorité organisatrice des transports urbains de la communauté d'agglomération du Calaisis et la Ville de Guînes, sous la marque Imag'in.

## Infrastructure

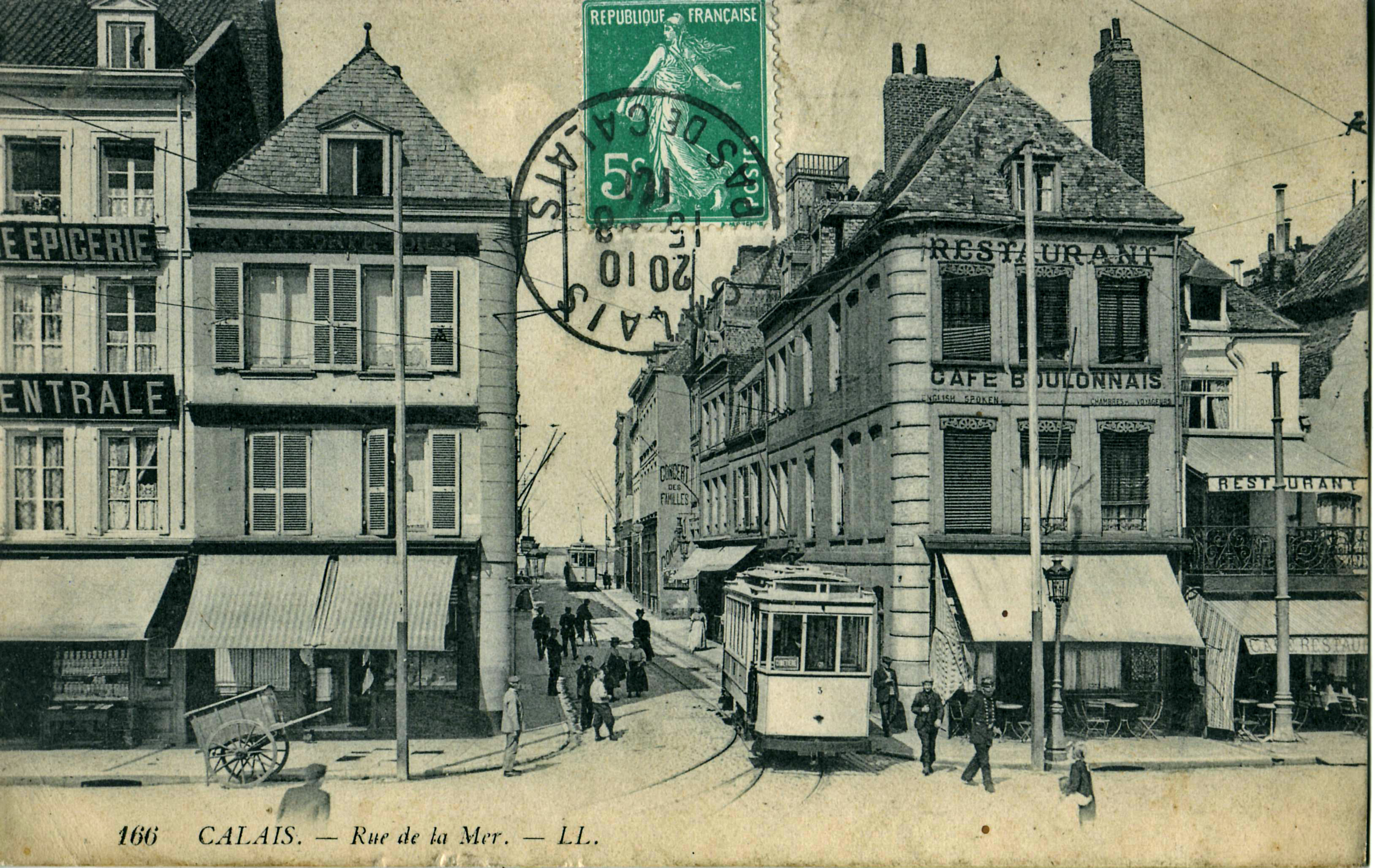
Section à voie unique, dans l'étroite rue de la Mer

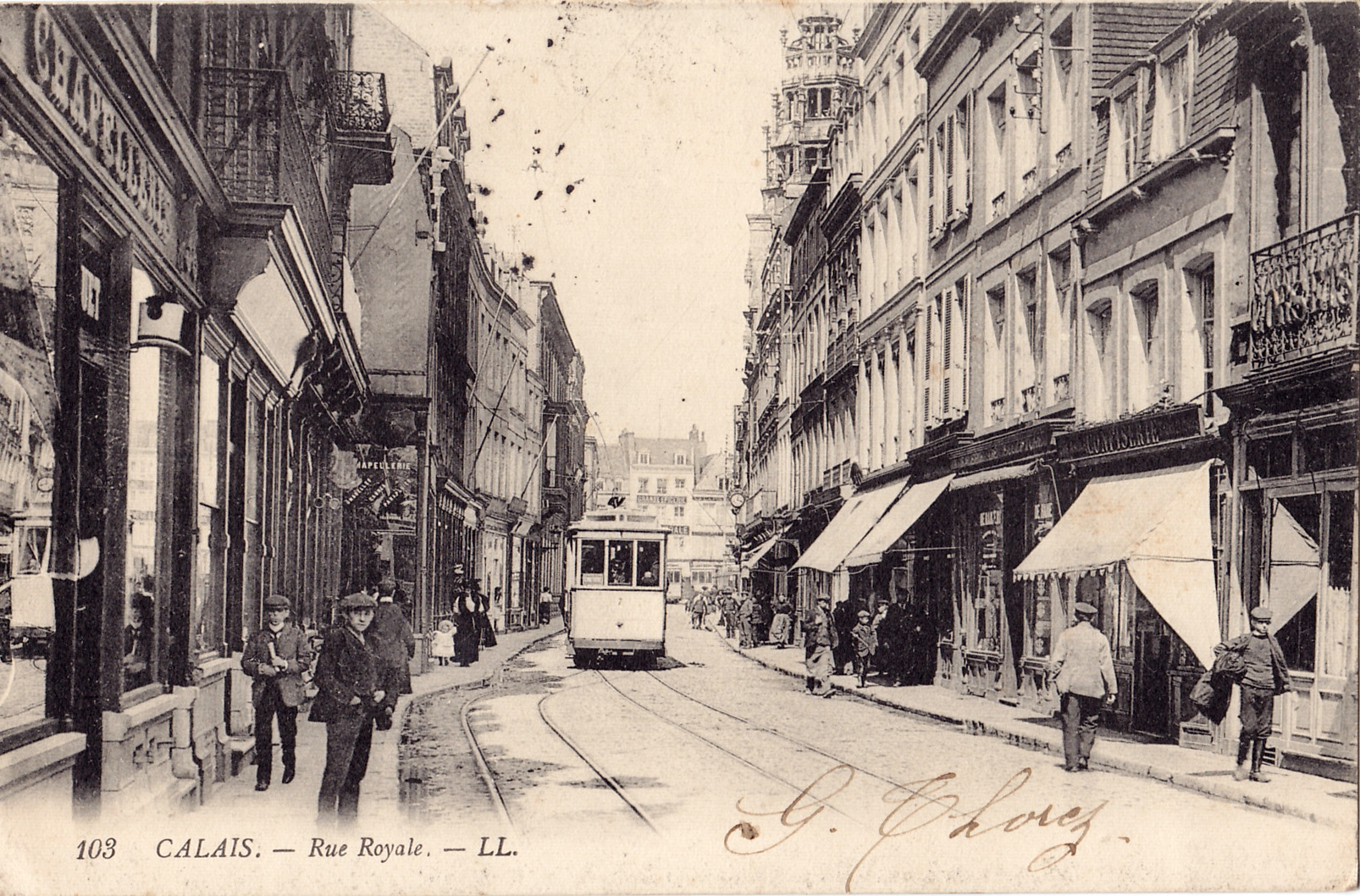
Motrice 2 s'engageant sur l'évitement de la Rue Royale

## Exploitation

### Traction hippomobile
En 1895, l'exploitation hippomobile était assurée par 17 voitures, avec ou sans impériale.

### Traction électrique

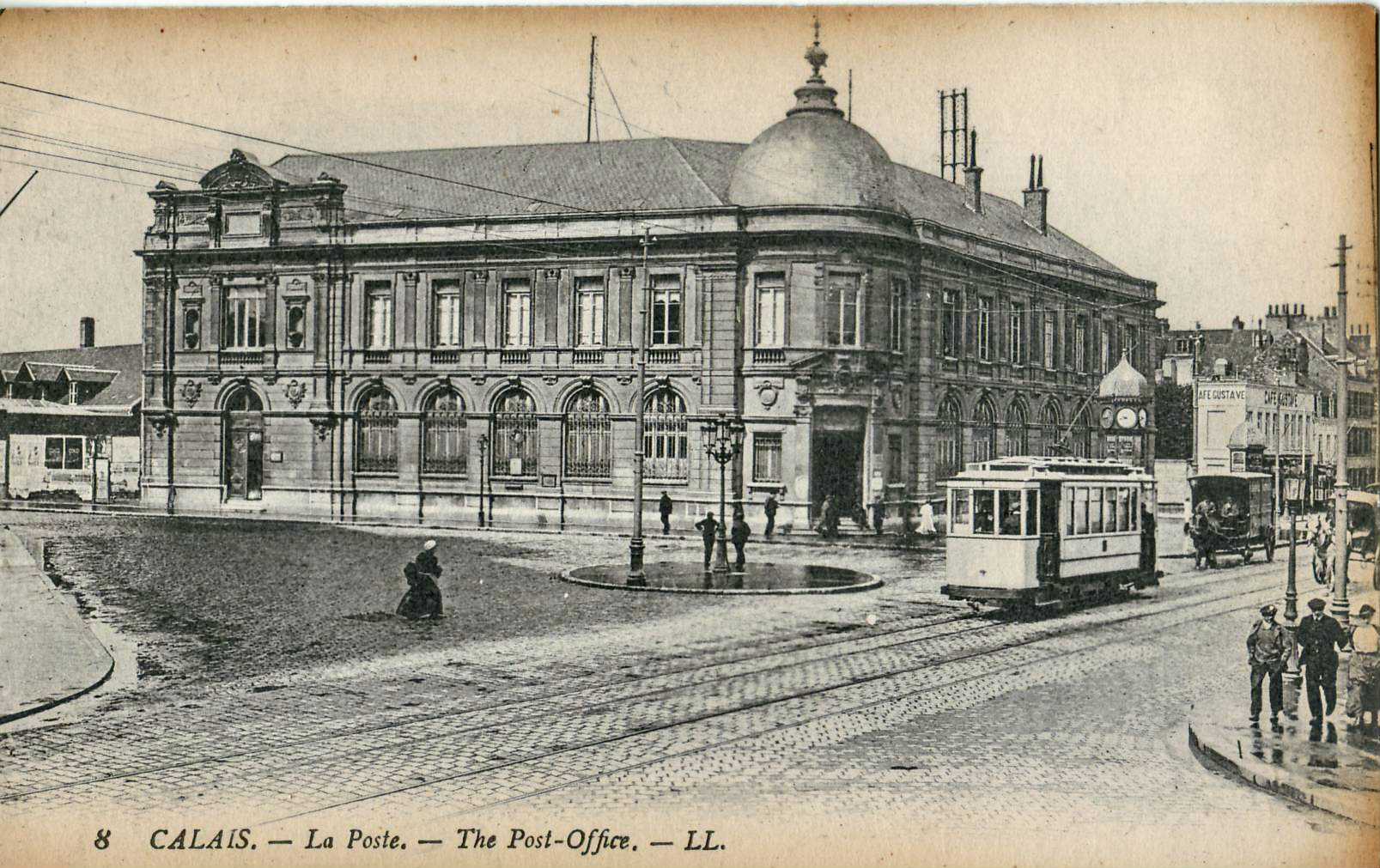
Tramway devant la Poste.

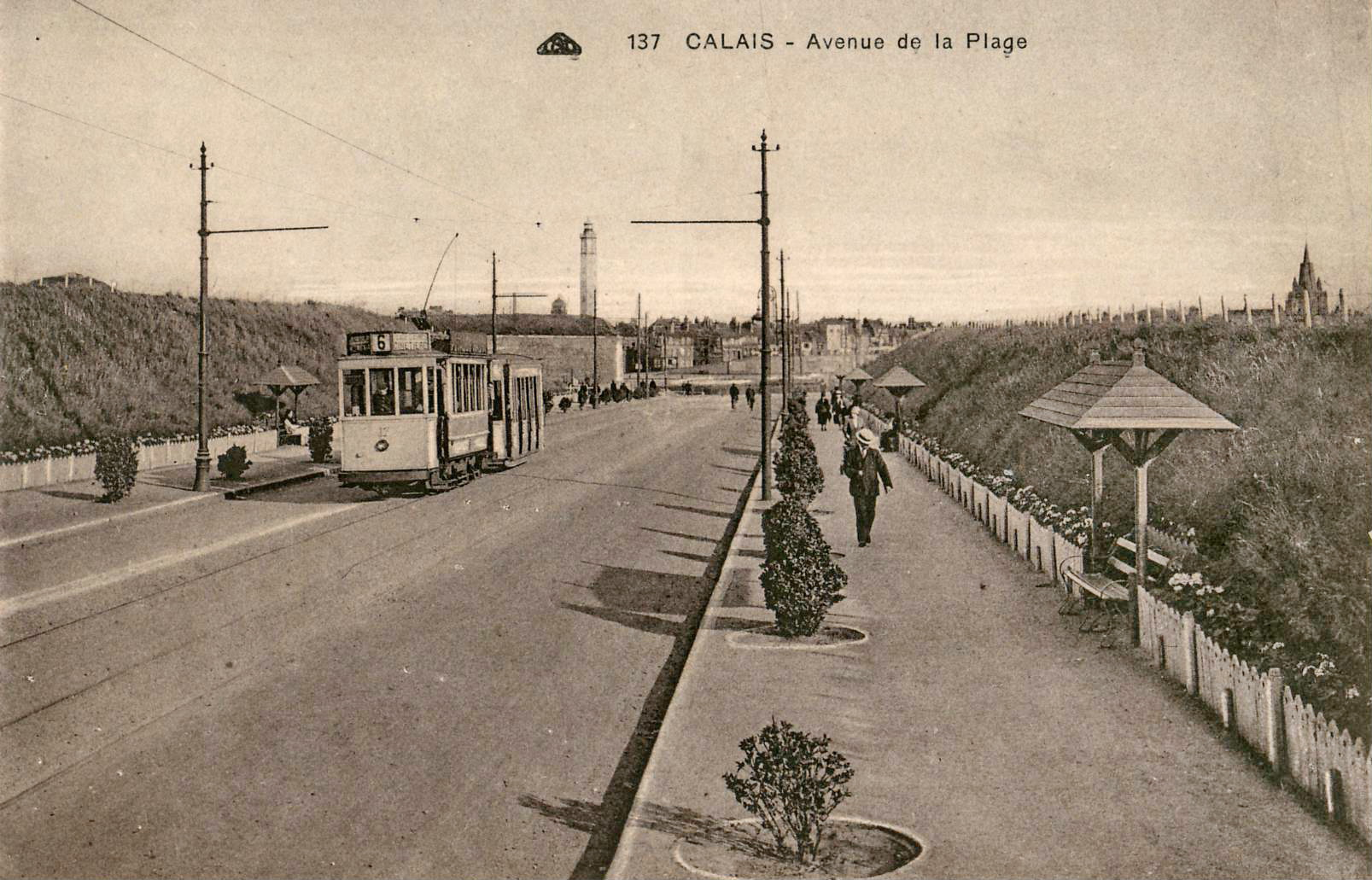
Rame de la ligne 6 sur l'Avenue de la Plage, constituée d'une motrice et d'une remorque ouverte.

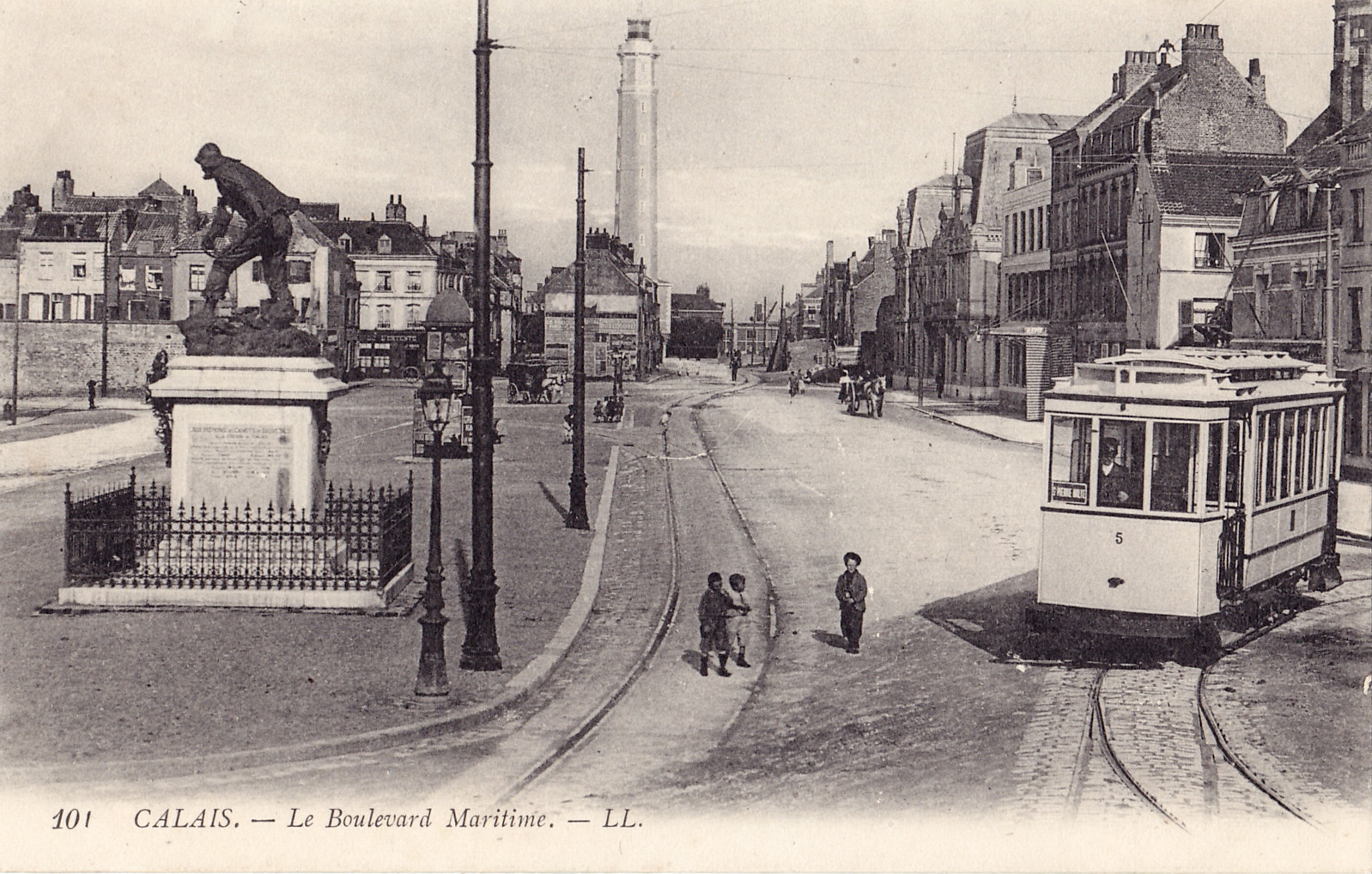
Motrice n°5 sur le Boulevard maritime, derrière le monument des Sauveteurs.

#### Matériel roulant
La TCE disposait de trente motrices électriques, ainsi que d'autant de remorques, qui leur étaient atelées sur les lignes à fort trafic, .
Leur gabarit était limité, aux termes du cahier des charges de la concession de 1906, à une largeur de 2,10 m. et une hauteur (hors perche de captage du courant) à 3,50 m.. La longueur des rames ne pouvait excéder trois caisses et 25 m. La vitesse des rames était limitée à 20 km/h.

#### Fréquence des lignes
La fréquence minimale des lignes était fixée, dans chaque sens, à : 
- pour la ligne A, du 1er avril au 30 septembre : 100 allers-retours, et 80 le reste de l'année ;
- pour la ligne B, pour sa section urbaine (jusqu'à la gare des Fontinettes, 70 allers-retours du 1er avril au 30 septembre, et 50 le reste de l'année, auxquels devaient se rajouter 10 allers-retours en été jusqu'à Guînes et 5 le reste de l'année ;
- pour la ligne C, 50 allers-retours. Toutefois, la desserte de l'extrémité du quartier Nieulay au stand du Fort Nieulay pouvait n'être assurée que les jeudis, samedis, dimanches et jours de fêtes.
- pour les lignes D et E, 50 allers et retours.

Pour la section centrale située entre la place de l'Égalité et le place d'Armes, desservie par plusieurs lignes, la desserte devait être assurée par au moins 220 allers-retours, du 1er avril au 30 septembre, et 180 allers-retours le reste de l'année.
Le service commençait à 7 heures pour se terminer à 22h30, du 1er avril au 30 septembre, et 22h. le reste de l'année.